# Скалата (хълм)
Хълма Скалата е защитена местност в България. Разположена е в землището на село Левуново, област Благоевград.
Разположена е на площ 17,68 ha. Обявена е на 11 март 2013 г. с цел опазване на растителен вид катерлива ефедра (Ephedra fragilis) и неговото местообитание.
На територията на защитената местност се забраняват:
- промяна на предназначението и начина на трайно ползване на земята;
- строителство с изключение на дейности, свързани с реконструкция и ремонт на съществуващи съоръжения;
- търсене, проучване и добив на подземни богатства.[1]

В най-високата част на хълма е регистрирано тракийско светилище. Откритите съоръжения и археологически материали сочат, че обектът е съществувал продължителен период –  от II пол. на II хил. пр. Хр. до II–III век сл. Хр.